# Christuskirche (Luzern)

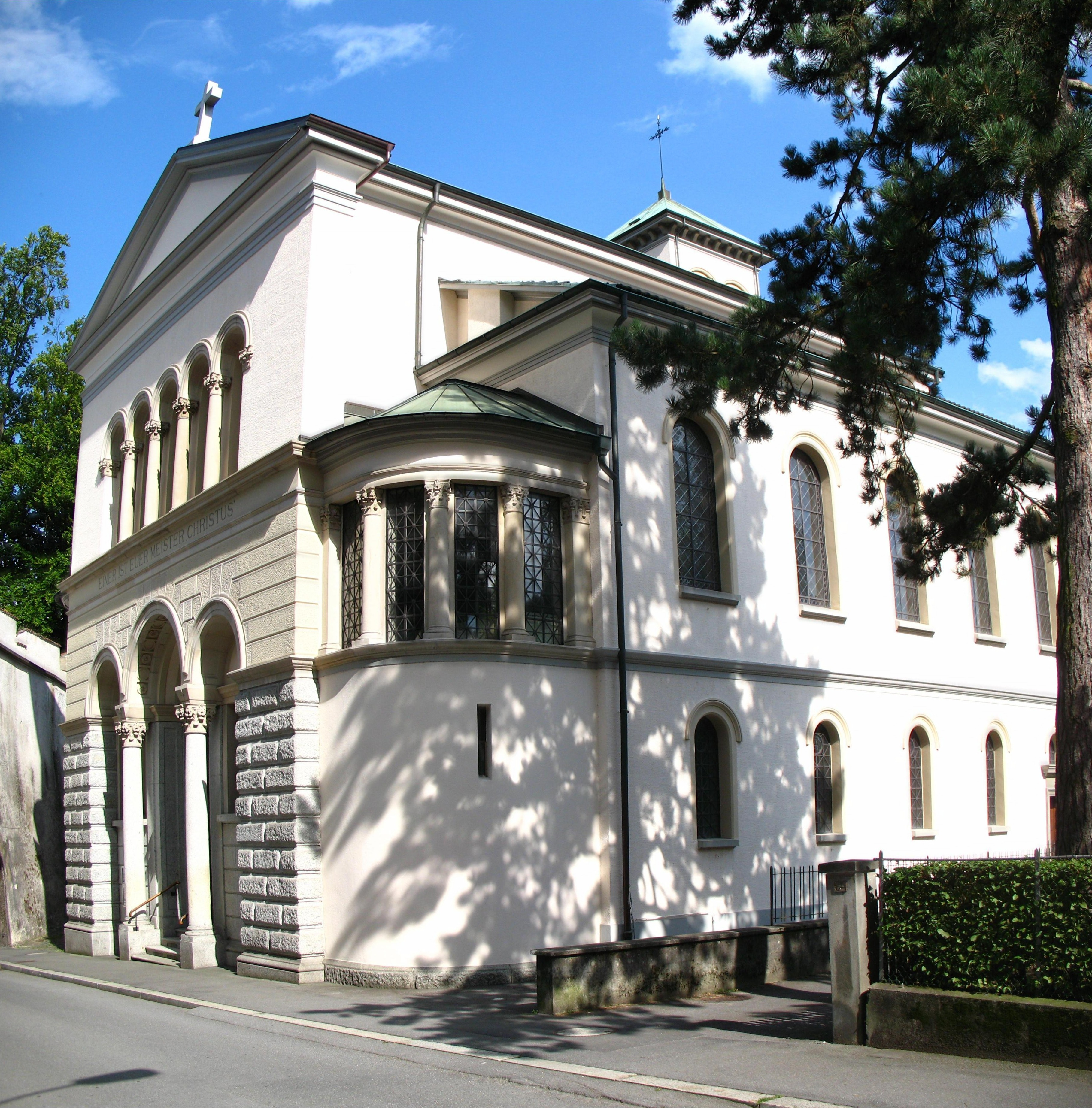
Christuskirche Luzern

Die Christuskirche Luzern ist ein christkatholisches Kirchengebäude in der Luzerner Altstadt. Es handelt sich um eine dreischiffige Kirche im altchristlichen Basilika-Stil, mit Orgel-Empore, zwei Seitenemporen, zwei Sakristeien und einem Glockenturm neben der Apsis. Sie wurde am 19. März 1892 nach einjähriger Bauzeit durch Bischof Eduard Herzog geweiht und war das erste von einer christkatholischen Kirchgemeinde selbst gebaute Gotteshaus.

## Baugeschichte
Dem Kirchenbau ging eine juristische Auseinandersetzung voraus: Die christkatholische Genossenschaft hatte am 26. Dezember 1883 an den Luzerner Stadtrat ein Gesuch um Überlassung der Mariahilfkirche zum Mitgebrauch gestellt. Der Stadtrat bewilligte dieses Gesuch, doch die Kantonsregierung hob diesen Beschluss wieder auf. Es folgte ein jahrelanger Gang durch die Instanzen, mit Rekursen bis vor das Bundesgericht. Er endete damit, dass die christkatholische Genossenschaft am 16. Juni 1890 ihren Rekurs an die Bundesversammlung zurückzog und einen eigenen Kirchenbau beschloss. Der Bauplatz sollte zunächst durch die Stadt Luzern kostenlos zur Verfügung gestellt werden. Man einigte sich aber später darauf, dass die christkatholische Genossenschaft den Bauplatz kauft und die Stadt einen finanziellen Beitrag dazu leistet.
Die christkatholische Genossenschaft schrieb den Kirchenbau als Wettbewerb aus und entschied sich aus den drei Projekten für dasjenige des Luzerner Architekten Othmar Schnyder. Am 4. April 1891 wurde der Bau ausgesteckt, am 15. August war Grundsteinlegung. Am Bau und an der Finanzierung beteiligte sich auch die amerikanische Episkopalkirche, die ein Mitbenutzungsrecht an der Kirche hatte.
Der Altar wurde von der Kirchgemeinde Aarau geschenkt, da dieser bei der Renovation der Stadtkirche Aarau dort architektonisch nicht mehr zum Bau passte. Der christkatholische Schuhfabrikant Carl Franz Bally von Schönenwerd schenkte der Kirche Kanzel, Kommunionbank und Epistelpult aus Eichenholz, ausserdem Leuchter, Ewiglicht und Kerzenstöcke. Als wahrscheinlich erste Kirche in der Schweiz erhielt die Christuskirche eine elektrische Beleuchtung.
In weniger als einem Jahr war der Bau fertiggestellt. Die Kirchweihe vom 19. März 1892 war ein Doppelfest: Neben der Weihe der ersten von einer christkatholischen Kirchgemeinde selbst gebauten Kirche durfte Bischof Eduard Herzog auch das silberne Jubiläum seines Priesteramtes feiern. Neben der Kirche wurde ein Pfarrhaus gebaut. 
Das Altarbild, gemalt von Jean Renggli, brachte das Jesuswort «Kommet alle» künstlerisch zum Ausdruck. Es zeigte nicht eine bestimmte biblische Szene, sondern verschiedene Kranke und Notleidende, die Jesus Christus nach dem Zeugnis der Evangelien geheilt hatte.
Für die Kirchenglocken wurde ein Glockenfonds eingerichtet; die Glocken konnten aber erst 1933 beschafft und aufgezogen werden. Sie wurden von der Giesserei H. Rüetschi in Aarau gegossen und klingen mit den Tönen d′ – f′ – g′ – b′. Das Gesamtgewicht des Glockengeläuts beträgt 4‘045 kg.

## Renovation und Apsisbild von 1973
Bei der Innenrenovation der Christuskirche von 1972/1973 beauftragte die Kirchgemeinde den Unterengadiner Künstler Steivan Liun Könz mit der künstlerischen Ausgestaltung der Kirche. Das Apsisbild stellt die Christusbarke dar, bei der Jesus Christus das Kreuz als Mast hält. Hinter ihm stehen die Gestalten von Adam und Eva. Das geblähte Segel zeigt, dass die Barke von links nach rechts fährt. Die linke Seite zeigt die Hölle, in der die Menschen in der Verirrung leben. Gewalt und Zerstörung zeigen sich im modernen, städtischen Leben sowie in Fabelwesen. Die rechte Seite zeigt das Paradies, dargestellt als ländliche Idylle. In der Mitte über der Christusfigur ist die Taube als Symbol des Heiligen Geistes zu sehen, ausserdem zwei Seraphim.
Ein weiteres Ergebnis der Innenrenovation war 1974 auf der Empore im rückwärtigen Teil der Kirche der Einbau einer neuen mechanischen Orgel durch die Manufaktur Metzler Orgelbau aus Dietikon. Sie verfügt über 19 Registern auf zwei Manualen und Pedal. 2003 wurde durch die Erbauerfirma eine Revision durchgeführt. Die bestehende Orgel löste ein pneumatisches Instrument mit 16 Registern ab, das 1899 von Orgelbau Goll aus Luzern geliefert wurde.